# Намасу
Намасу (яп. 膾, нама — сырой, су — уксус) или намасу-кири (кири — нарезанный) — блюдо японской кухни из тонко нарезанных сырых овощей и морепродуктов, маринованных в рисовом уксусе в течение нескольких часов.

## История
Намасу появился в Японии из Китая во время периода Нара, 710—794 годы.
Изначально для приготовления намасу использовали мясо диких животных, а потом — в основном сырую рыбу. В XV—XVI вв. сырую рыбу начали есть вместе с уксусом и соевым соусом, которые тогда начали производить. Сложившееся в это время блюдо из тонко нарезанной рыбы, которая при еде обмакивается в соевый соус, стало называться сашими. Таким образом, намасу — предшественник современного сашими.
В наши дни морепродукты часто не используются в намасу вообще, превращая его в чисто овощной салат. Классический рецепт новогоднего т.н. «кохаку (красно-белого) намасу» состоит из нашинкованных мелкой соломкой дайкона, моркови и, опционально, капусты, посоленных, отжатых и заправленных подслащенным рисовым уксусом, в котором они маринуются некоторое время перед подачей. Это маринование отличает намасу от суномоно, которые подаются сразу после заправки.